# Vermes Miklós (tanár)
Vermes Miklós (Muki bácsi, Sopron, 1905. április 3. – Budapest, 1990. április 4.) Kossuth-díjas magyar középiskolai fizika-, kémia- és matematikatanár, kiváló tankönyvíró és kísérletező.

## Gyermekkora
Szülei Vermes Ernő Henrik és Lenk Melánia postahivatalnokok voltak Sopronban. A soproni evangélikus líceumban (Berzsenyi Dániel Evangélikus Gimnázium) tanult, ahol egykoron Rátz László és Mikola Sándor is. Végig jeles bizonyítványa volt. 1923-ban érettségizett.

## Egyetemi évei
A Pázmány Péter Tudományegyetemre (az ELTE elődje) járt Budapesten. Eötvös-kollégista lett, mert ez volt a szegényebbeknek a lehetőség a tanulásra. Így viszont mérnök – ami szeretett volna – nem lehetett, ezért a matematika–fizika–kémia tanárszakot választotta. Itt kezdődött barátsága Szalay Sándor fizikussal és Keresztury Dezső íróval. Fejér Lipót előadásait soha nem szalasztotta el. Vermes írott jegyzeteiből tanultak csoporttársai. Buchböck Gusztáv kémia-előadásait és Winkler Lajos analitikai gyakorlatait látogatta szívesen. „Az elektroncsövek erősítésének és egyenirányításának általános tárgyalata” című doktori értekezését 1929-ben sikerrel megvédte.

## A tanári pálya kezdete
1929-től tanított a Fasori Evangélikus Gimnáziumban, eleinte óraadóként, majd az igazgató Mikola Sándor nyugdíjazása után főállású fizikatanárként. Mikola Sándortól sokat tanult.
1937. január 30-án Budapesten házasságot kötött Frankl Oszkár orvos és Breuer Aranka lányával, Erzsébettel. A második világháború után, 1952-ben született Zsuzsanna nevű lánya. Később házassága felbomlott, de nem nősült újra.
A megszüntetett Fasoriból a csepeli gyakorlógimnáziumba, a Jedlik Ányos Gimnáziumba helyezték át (mely annak ellenére megtartotta a nevét, hogy Jedlik bencés szerzetes volt). A Fasor eszközei közül sokat oda menekített át. Engedélyt kapott, hogy az eszközök harmadát új gimnáziumába vigye; az elosztásnál hasznos volt, hogy jól ismerte az eszközöket.

## A csepeli Jedlik Ányos gimnázium tanára
1951-től 1987-ig volt az Eötvös Loránd Fizikai Verseny versenybizottságának vezetője.
Egy tankönyvsorozatot is írt, melyet a Művelődési Minisztérium rendelt meg, de kiadása előtt önálló életet kezdett élni az első két kötet: sok helyen fénymásolták. Ez a minisztériumnak kellemetlen volt, így kitalálták, hogy ezeket kísérleti tankönyveknek nyilvánítják, és azokról a helyekről, ahol használják, jelentést kérnek. Az akkori tananyag- és tankönyvreform idején a fizika témaköreit nagyon összekuszálták, akkoriban Vermes könyvét néhányan nagyon konzervatívnak tartották, mégis széles körben nagy sikert aratott. (Staar, 1991, 94. old.)
1990 áprilisának negyedikéről ötödikére virradó éjszakán halt meg.

## Emlékezete
- 1992 óta működik a Vermes Miklós Fizikus Tehetségápoló Alapítvány, mely minden évben kiadja a Vermes-évkönyvet
- 2005-ben a Puskás Tivadar Távközlési Technikum és a Vermes Miklós Fizikus Tehetségápoló Alapítvány szobrot állított szülővárosában, Sopronban (a szobor alkotója Soltra E. Tamás)
- 2012. szeptember 29-én a Budapest-Fasori Evangélikus Gimnázium előkertjében leplezték le mellszobrát, Solta F. Tamás alkotását[6]

## Főbb művei
- Az új gramofon (1934)
- A fényképezés új útjai (Fári Lászlóval), 1936
- Az elméleti fizika legújabb fejlődése; Stachora Ny., Bp., 1940
- Fári László–Vermes Miklós: Korszerű fényképezés; Királyi Magyar Természettudományi Társulat, Bp., 1941
- A termőföld hibái; Magyar Királyi Természettudományi Társulat, Bp., 1944 (Népszerű természettudományi könyvtár)
- Atom–atombomba–atomenergia; Fővárosi, Bp., 1945
- Vegytani kísérletek; Egyetemi Ny., Bp., 1948 (Új nevelés könyvtára)
- Mechanikai példatár; Tankönyvkiadó, Bp., 1950 (Tanulj jobban! Fizika)
- Elektrokémia; Tankönyvkiadó, Bp., 1952 (Középiskolai szakköri füzetek)
- Lukács–Andor–Fári László–Vermes Miklós: Geodézia; Közlekedési, Bp., 1952 (Közlekedésügyi Minisztérium kiadványa)
- Középiskolai fizikai példatár; Tankönyvkiadó, Bp., 1953 (Szocialista nevelés könyvtára)
- A relativitáselmélet; Gondolat, Bp., 1958 (Stúdium könyvek)
  - A Studium könyvek sorozat 8. kötete. – Először leírja a mechanika kezdeteitől az éterelmélet bukásához vezető utat. A speciális relativitáselmélet bő leírása után ír a kísérleti bizonyítékokról is. Az általános relativitáselméletről szóló részt a nem-euklideszi geometriáról szóló bevezető rész előzi meg. Az általános relativitáselmélet elméleti tárgyalása után a kísérleti bizonyítékok és a kozmológiai következményei szerepelnek a könyvben.
- Fizikai kísérletek, fizikai feladatok; Műszaki, Bp., 1961
- Az ember meghódítja a természetet; Tankönyvkiadó, Bp., 1961 (Osztályfőnöki füzetek a középiskolai tanárok számára)
- A természet energiái; Műszaki Bp., 1964
- A poláros fény; Műszaki, Bp., 1967 (Új technika)
- Kis fizikusok példatára; TIT, Bp., 1968
- A speciális relativitáselmélet vázlata; ELFT, Bp., 1982
- Fizika I–IV. gimnáziumi tankönyvsorozat
- Az Eötvös-versenyek feladatai 1. (1959–1988), Typotex (a második kötetet Radnai Gyula szerkesztette)
- Vermes Miklós cikkei középiskolások számára a KöMaL-ban:
  - A relativisztikus időskála 1973/9.
  - A relativisztikus távolságmérés 1973/11.
  - A téridő 1973/12.
  - Tömeg és energia 1974/12.
- Az Eötvös Loránd fizikaversenyek feladatai, 1959–1988; Nemzeti Tankönyvkiadó–Typotex, Bp., 1993
- Fizikai kísérletek; Jedlik Oktatási Stúdió, Bp., 2005

## Díjak, elismerések
- 1954 – Kossuth-díj

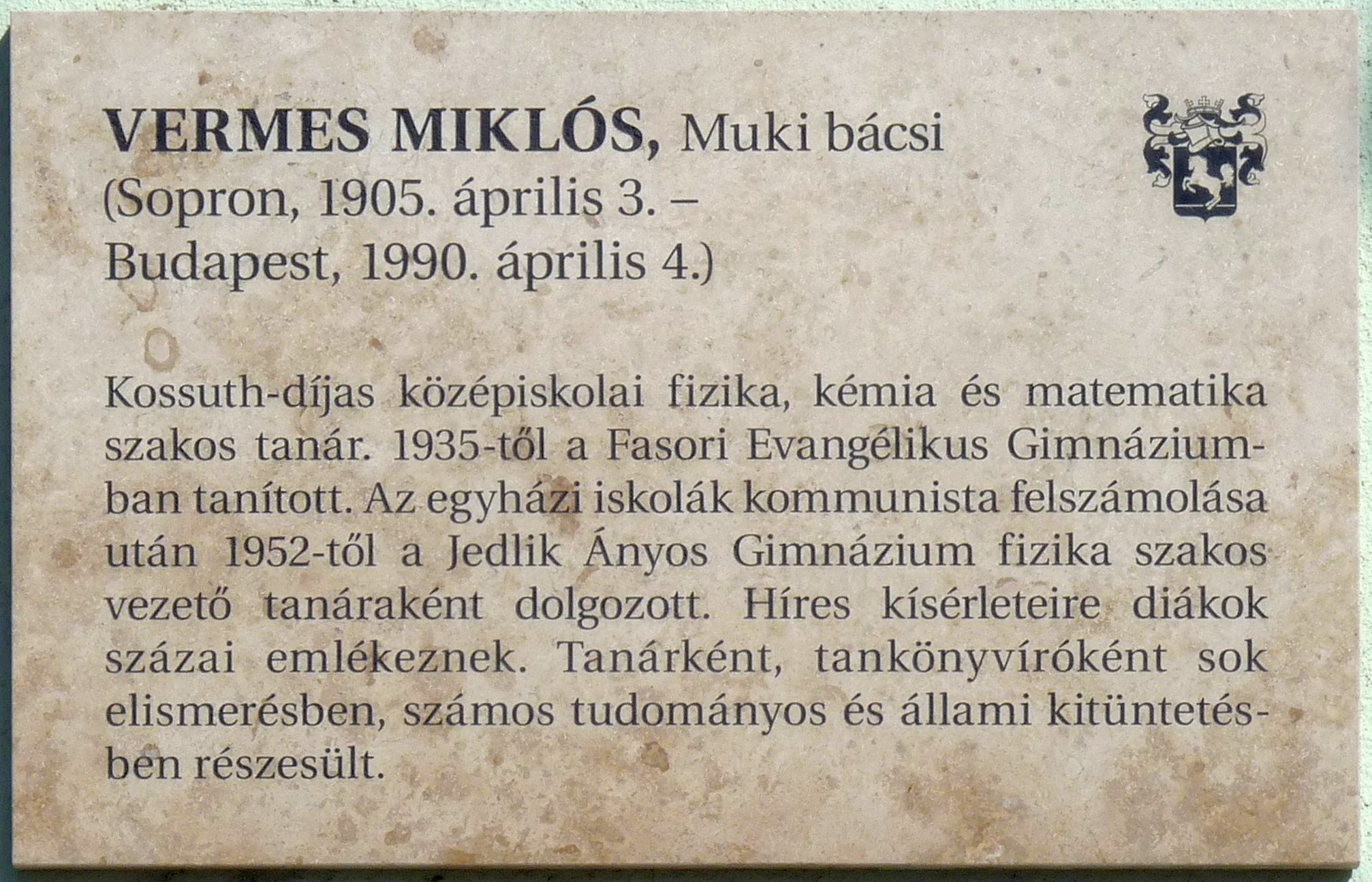
Emléktáblája a róla elnevezett utcában (Budapest, XXI. kerület)

- 1961 – Mikola Sándor-díj első kitüntetettje
- 1973 – Eötvös Loránd Fizikai Társulat Érme
- 1979 – Apáczai Csere János-díj
- 1985 – A Magyar Népköztársaság Zászlórendje
- 1987 – Prométheusz-érem (ELFT)
- 1991 – Szily Kálmán-emlékérem (posztumusz)
- Halála után egy csepeli általános iskola felvette a Vermes Miklós Általános Iskola nevet.